# Oui-Oui : Enquêtes au Pays des jouets
Oui-Oui : Enquêtes au Pays des jouets (Noddy, Toyland Detective en anglais) est une série télévisée d'animation franco-américaine en 52 épisodes de 11 minutes, créée par Heath Kenny, Diane Morel et Myles McLeod et diffusée depuis le 2 avril 2016 sur France 5 dans l'émission Les Zouzous et puis sur Piwi+. C'est une nouvelle adaptation des aventures de Oui-Oui, d'Enid Blyton.
Aux États-Unis, la série est diffusée depuis le 26 novembre 2016 sur Sprout (en). Au Québec, elle est diffusée dès le 3 juin 2017 sur Télé-Québec.

## Synopsis
Depuis que de mystérieux événements se produisent au Pays des jouets, Oui-Oui s'improvise détective et décide de résoudre ces mystères.

## Fiche technique
- Titre français : Oui-Oui : Enquêtes au Pays des jouets
- Titre en anglais : Noddy, Toyland Detective
- Création : Heath Kenny, Diane Morel et Myles McLeod, d'après les personnages créés par Enid Blyton
- Réalisation : Albert Pereira Lazaro, Fabien Lemaître
- Direction d'écriture : Jo Jordan et Juliette Turner
- Musique : Cyrille Marchesseau et David Gana
- Production : Gaëlle Guiny
  - Production déléguée : Pierre Belaïsch
- Sociétés de production : Gaumont Animation et DreamWorks Animation Television, avec la participation de France Télévisions
- Pays d'origine :  France,  États-Unis
- Langue originale : français
- Genre : série d'animation
- Durée : 11 minutes

## Distribution

### Voix anglaises
- Louis Ashbourne Serkis (saison 1) puis Santiago Winder (saison 2) : Noddy (Oui-Oui)
- Jonathan Kydd : Big Ears (Potiron), Fuse
- Martha Howe-Douglas : Pat-Pat
- Bob Golding : Deltoid
- Jess Robinson : Smartysaurus

### Voix françaises
- Brigitte Lecordier : Oui-Oui[2]
- Patrick Préjean : Potiron, Capitaine Pirate, M. Jumbo
- Benjamin Pascal : Hector, Pataclop
- Sybille Tureau : Pat-Pat
- Gilduin Tissier : Trotteur
- Marie Bouvier : Tina
- Bernard Alane : Whizz
- Xavier Fagnon : Deltoïd
- Évelyne Grandjean : Mme Tic-tac
- Laëtitia Lefebvre : Zyogma
- Magali Rosenzweig : voix additionnelles

- Version française
  - Société de doublage : Audi'Art
  - Direction artistique : Pauline Brunel
  - Adaptation des dialogues : Marianne Rabineau

 Source et légende : version française (VF) sur RS Doublage

## Épisodes

### Saison 1
1. L'Affaire du zicophone disparu
2. L'Affaire du jeu mémocristal cassé
3. L'Affaire des sourcils disparus
4. L'Affaire de l'étrange comportement de Deltoïd
5. L'Affaire des pirates cachés
6. L'Affaire des jouets fatigués
7. L'Affaire des cadeaux surprises
8. L'Affaire du dragon étincelant
9. L'Affaire de l'arc-en-ciel qui s'efface
10. L'Affaire des sauts de Vroum
11. L'Affaire de la station de lavage cassée
12. L'Affaire du petit canard perdu
13. L'Affaire de la patacolle
14. L'Affaire de l'estrade glissante
15. L'Affaire du mur bleu
16. L'Affaire du trésor de la forêt des contes
17. L'Affaire des accidents mystérieux
18. L'Affaire de la reine inaccessible
19. L'Affaire des jouets détraqués
20. L'Affaire des gribouillages mystérieux
21. L'Affaire du grand mur de briques
22. L'Affaire de la neige de Noël
23. L'Affaire de la corde coupée
24. L'Affaire du cadeau caché de Bella
25. L'Affaire de la course perdue
26. L'Affaire des animaux en cavale
27. L'Affaire des règles du jeu disparues
28. L'Affaire des pièces de puzzle disparues
29. L'Affaire des salades roses
30. L'Affaire de l'expérience sabotée de Dinasaurus
31. L'Affaire des bêtises au pays des jouets
32. L'Affaire des ballons éclatés
33. L'Affaire du jouet volant
34. L'Affaire des autocollants mystérieux
35. L'Affaire du bruit qui fait peur
36. L'Affaire du pont-xylophone cassé
37. L'Affaire du trésor volé
38. L'Affaire des rails de train déplacés
39. L'Affaire de la licorne malheureuse
40. L'Affaire du roi du Pays des jouets
41. L'Affaire des animaux énervés
42. L'Affaire des ballons disparus
43. L'Affaire du chariot-surprise vidé
44. L'Affaire de la brique manquante
45. L'Affaire des cônes de signalisation disparus
46. L'Affaire des objets spéciaux disparus
47. L'Affaire des pièces grises
48. L'Affaire de l'ancre disparue
49. L'Affaire du ballon crevé de Zim-Zim
50. L'Affaire des ailes disparues
51. L'Affaire de la pluie de carottes
52. L'Affaire du clown pas drôle

 Source et ordre des épisodes sur Télé-Québec

### Saison 2
1. L'Affaire des Pockets disparus
2. L'Affaire du monstre aux choux
3. L'Affaire de la clé volée
4. L'Affaire du départ de Torbillard
5. L'Affaire de l'étrange conduite de Vroum
6. L'Affaire de l'étrange conduite de Dinasaurus
7. L'Affaire de l'étoile tombée du ciel
8. L'Affaire du nouveau propulseur de Dinasaurus
9. L'Affaire des arbres posés la tête en bas
10. L'Affaire de la banderole disparue
11. L'Affaire des papillons agaçants
12. L'Affaire de la nuit des contes de fées
13. L'Affaire des pirates désordonnés
14. L'Affaire de jouets collé
15. L'Affaire de la super force disparue
16. L'Affaire du mystérieux objet doré
17. L'Affaire du cirque du pays des jouets
18. L'Affaire de la course à la cuillère gâchée
19. L'Affaire du bâtiment pas terminé
20. L'Affaire de la mallette de détective disparue
21. L'Affaire de Vroum et Tracteur
22. L'Affaire du capitaine qui boude
23. L'Affaire des pirates perdus
24. L'Affaire du mystère de madame Tic-Tac
25. L'Affaire des haies renversées
26. L'Affaire de la super boîte magique cassée
27. L'Affaire de l'oiseau qui ne peut pas voler
28. L'Affaire de l'absence de Dinasaurus
29. L'Affaire du perroquet silencieux
30. L'Affaire de la disparition des ninjas
31. L'Affaire de la valise disparue
32. L'Affaire des fêtes concurrentes
33. L'Affaire de la patrouille des chevaliers
34. L'Affaire du défi de Deltoïd
35. L'Affaire du cadeau des Pockets
36. L'Affaire du tableau barbouillé
37. L'Affaire des réparations retardées
38. L'Affaire du nouveau jeu de Wizz
39. L'Affaire du coffre au trésor des pirates
40. L'Affaire de la poulie cassée
41. L'Affaire des joueurs de foot manquants
42. L'Affaire de la quincaillerie vide
43. L'Affaire du panier de basketball modifié
44. L'Affaire du gros tas de choux
45. L'Affaire des pneus crevés
46. L'Affaire des cultures abîmées
47. L'Affaire du cadeau spécial de la reine paillette
48. L'Affaire de la disparition du trésor des pirates
49. L'Affaire des jouets immobiles
50. L'Affaire du trophée disparu
51. L'Affaire des vaches égarées
52. L'Affaire du diabolo disparu
53. L'Affaire spéciale de la fête de Deltoïd
54. L'Affaire spéciale des véritables fées

## DVD
| Intitulé du coffret                                                      | Nombre d'épisodes | Support | Dates de sortie   | Éditeur                   | Distributeur             |
| ------------------------------------------------------------------------ | ----------------- | ------- | ----------------- | ------------------------- | ------------------------ |
| Oui-Oui : Enquêtes au Pays des jouets - Volume 1 : Les Cadeaux surprise  | 7                 | DVD     | 25 octobre 2016,  | Universal Pictures France | Universal Pictures Vidéo |
| Oui-Oui : Enquêtes au Pays des jouets - Volume 2 : Les Animaux en cavale | 7                 | DVD     | 25 octobre 2016,  | Universal Pictures France | Universal Pictures Vidéo |
| Oui-Oui : Enquêtes au Pays des jouets - Volumes 1 et 2                   | 14                | DVD     | 25 octobre 2016,  | Universal Pictures France | Universal Pictures Vidéo |
| Oui-Oui : Enquêtes au Pays des jouets - Volume 3 : La Neige de Noël      | 7                 | DVD     | 6 décembre 2016   | Universal Pictures France | Universal Pictures Vidéo |
| Oui-Oui : Enquêtes au Pays des jouets - Volume 4 : Les Pirates           | 7                 | DVD     | 28 mars 2017,     | Universal Pictures France | Universal Pictures Vidéo |
| Oui-Oui : Enquêtes au Pays des jouets - Volume 5 : La Grande Course      | 7                 | DVD     | 28 mars 2017,     | Universal Pictures France | Universal Pictures Vidéo |
| Oui-Oui : Enquêtes au Pays des jouets - Le coffret (vol. 1 et 3 à 5)     | 28                | DVD     | 3 octobre 2017    | Universal Pictures France | Universal Pictures Vidéo |
| Oui-Oui : Enquêtes au Pays des jouets - Volume 6 : La Fête des clowns    | 7                 | DVD     | 1er décembre 2017 | Universal Pictures France | Universal Pictures Vidéo |
| Oui-Oui : Enquêtes au Pays des jouets - Volume 7 : L'Arc-en-ciel magique | 16                | DVD     | 3 avril 2018      | Universal Pictures France | Universal Pictures Vidéo |
| Oui-Oui : Enquêtes au Pays des jouets - Le coffret (vol. 3, 6 et 7)      | 28                | DVD     | 14 août 2018      | Universal Pictures France | Universal Pictures Vidéo |

## Diffusion internationale
En France, Oui-Oui : Enquêtes au Pays des jouets est diffusée depuis le 2 avril 2016 sur France 5, mais également dès le 26 mars 2016 sur la plateforme Zouzous. Au Royaume-Uni, la série a débuté le 18 avril 2016 dans l'émission Milkshake! (en) de la chaîne Channel 5. Par la suite, elle est diffusée sur DeA Junior (it) en Italie et depuis le 10 octobre 2016 sur Super RTL en Allemagne.